# Фоллс-В'ю (Західна Вірджинія)
Фоллс-В'ю (англ. Falls View) — переписна місцевість (CDP) в США, в окрузі Фаєтт штату Західна Вірджинія. Населення — 193 особи (2020).

## Географія
Фоллс-В'ю розташований за координатами 38°7′51″ пн. ш. 81°15′17″ зх. д. / 38.13083° пн. ш. 81.25472° зх. д. (38.130946, -81.254810).  За даними Бюро перепису населення США в 2010 році переписна місцевість мала площу 1,05 км², з яких 0,86 км² — суходіл та 0,19 км² — водойми.

## Демографія
Згідно з переписом 2010 року, у переписній місцевості мешкало 238 осіб у 115 домогосподарствах у складі 76 родин. Густота населення становила 227 осіб/км².  Було 141 помешкання (134/км²).
Расовий склад населення:
| - 98,3 % — білих - 0,4 % — азіатів |

До двох чи більше рас належало 1,3 %. Частка іспаномовних становила 0,8 % від усіх жителів.
За віковим діапазоном населення розподілялося таким чином: 13,9 % — особи молодші 18 років, 63,8 % — особи у віці 18—64 років, 22,3 % — особи у віці 65 років та старші. Медіана віку мешканця становила 50,6 року. На 100 осіб жіночої статі у переписній місцевості припадало 96,7 чоловіків;  на 100 жінок у віці від 18 років та старших — 103,0 чоловіків також старших 18 років.
Цивільне працевлаштоване населення становило 34 особи. Основні галузі зайнятості: сільське господарство, лісництво, риболовля — 73,5 %, освіта, охорона здоров'я та соціальна допомога — 26,5 %.